# Клара Дан фон Нейман
Клара Дан, у шлюбі Дан фон Нейман (англ. Klara Dan von Neumann; 18 серпня 1911 — 10 листопада 1963) — угорсько-американська вчена-винахідниця, одна з перших комп'ютерних програмісток.

## Життєпис
Народилася в Будапешті 18 серпня 1911 року у єврейській сім'ї Каролі Дана і Камілли Стадлер. Її батько був офіцером австро-угорської армії під час Першої світової війни. З приходом до влади в Угорщині комуністів на чолі з Белою Куном сім'я змушена переїхати до Відня. Після повалення режиму сім'я повернулася до Будапешта. Родина була заможною і часто проводила вечірки, де Клара зустрічала багатьох людей різноманітного соціального становища. У 14 років Клара стала національною чемпіонкою з фігурного катання. Навчалася у гімназії в Будапешті, яку закінчила у 1929 році. У 1931 році одружилася з Ференцем Енгелем, а в 1936 році — з Андором Рапочем. У 1938 році розлучилася з Рапочем та побралася з Джоном фон Нейманом. Пара емігрувала до Сполучених Штатів.
В 1943 році Клара Дан фон Нейман стала керівницею групи статистичних обчислень у Принстонському університеті, а в 1946 році її запросили до Національної лабораторії Лос-Аламос для програмування обчислювальної машини MANIAC I, яку розробили Джон фон Нейман і Джуліан Бігелоу. Дан Фон Нейман брала участь у розробці нових засобів управління для комп'ютера ENIAC і була однією з його основних програмісток. У 1957 році помер чоловік. Одружилася з Карлом Еккартом у 1958 році і переїхала до міста Ла-Хойя, Каліфорнія. У 1963 році потонула на пляжі у Ла-Хойя під час сильного прибою. В офіційному рапорті описано, що це було самогубство.